# Koiranen Motorsport
Koiranen GP, conosciuto anche come Koiranen bros. Motorsport è un team automobilistico finlandese con sede, però, a Barcellona, in Spagna. Nel 2013 corrono in Eurocup Formula Renault 2.0, in Formula Renault 2.0 Alps e, soprattutto, in GP3 Series.

## Storia

### Formule junior finlandesi
Il team fu fondato nel 1997 dai fratelli Marko e Jari Koiranen. Entrarono nel campionato finlandese di Formula 4 lo stesso anno e parteciparono anche alla Formula 3 nordica e finlandese fino al 2005.

### Formula Renault
Il 2003 vide Koiranen Motorsport unirsi alla Formula Renault tedesca, prima di entrare, l'anno successivo, nell'Eurocup Formula Renault 2.0. Il loro primo, vero successo fu nel 2007, quando Valtteri Bottas concluse al 3º posto. Il primo titolo arrivò nel 2010, con Kevin Korjus.
Nel 2011, la Red Bull iniziò la sua collaborazione con il team finlandese. Daniil Kvjat e Carlos Sainz Jr. si unirono al team con l'Eurocup Formula Renault 2.0 2011, compresa la North-European Cup. In quest'ultima, Sainz Jr. vinse il titolo piloti e, con l'aiuto di Kvyat, riuscirono a vincere il titolo costruttori. Vinsero il costruttori anche in Eurocup. Kvyat rimase con il team l'anno successivo e vinse il titolo piloti nella nuova Formula Renault 2.0 Alps per il team.
Nel 2012, Koiranen Motorsport fu uno dei diciotto team a richiedere l'ingresso in Formula Renault 3.5 Series tramite uno dei due posti vacante, la categoria maggiore tra i campionati di Formula Renault. Il team non riuscì ad ottenere il suo scopo, scavalcato da DAMS e Arden Caterham, ma fu comunque piazzato in una lista di riserva, con l'ingresso garantito nella serie nel caso in cui uno dei tredici team esistenti non fosse riuscito a essere pronto per tempo.

### GP3 Series
Koiranen GP rimpiazzò la Ocean sullo schieramento di partenza della GP3 Series a partire dal 2013. I suoi piloti furono i finlandesi Patrick Kujala e Aaro Vainio e l'estone Kevin Korjus.